# 衣蛸
衣蛸（ころもだこ）は、京都府の丹後半島（与謝半島）北端袖志の日本海や、与謝郡の岬（若狭湾内の入江）にいると伝わる海の妖怪。体を大きく広げて船や人を襲うと言われる。

## 概要

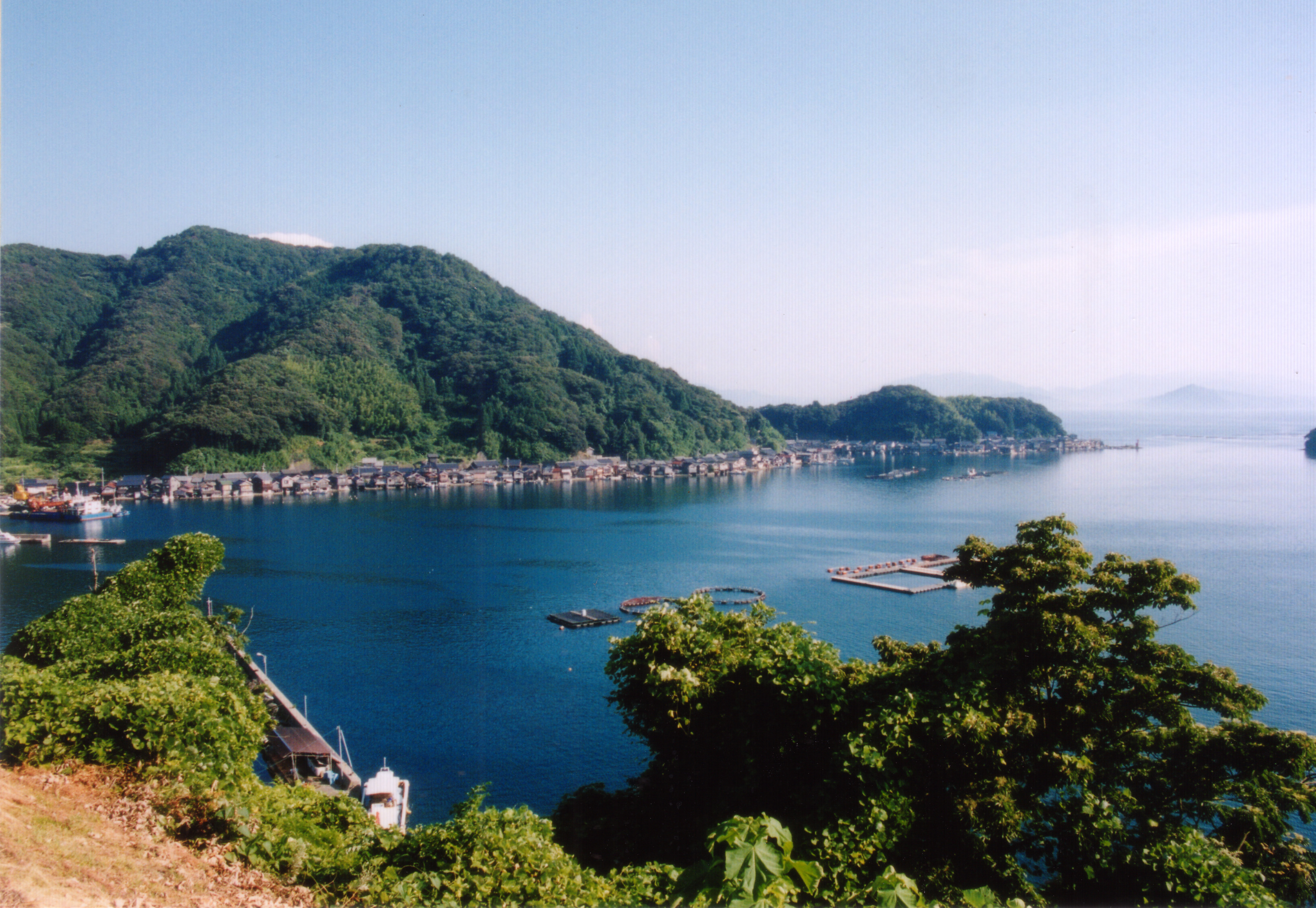
京都府与謝郡の海（伊根湾）。

その名前が示すようにタコの妖怪。外観は小さなタコと変わりないが、船が近づくと体を衣のように大きく広げ、人間も船も海の中へ沈めてしまうとされ、人々に恐れられているという。
体を広げたときの大きさは6畳ほどともいう。また、普段は貝殻の中に入って。多田克己の脚色では、ふだんは、海の上を漂っており、自分を捕らえようとする漁師をこのように襲うという。
ある資料（大藤時彦 1949）では、京都下字川村袖志（現：丹後町袖志）の伝承としており、すなわちこれは丹後半島北端に位置する。あるいは与謝郡の岬周辺に伝わるとされるが、荒俣宏は若狭湾に出現するものだとまとめている。
この妖怪と比較される実在のタコが、日本海に棲息するムラサキダコであり、足と足の間に膜を持ち、広げると体の十倍にもなるという。実物はひじょうに小さい。兵庫県竹野町の海岸などでは、地元民に「衣ダコ」の俗名で知られている。

## 類型
似たような海の妖怪としては、愛知県佐久島伝承のフトンカブセがおり、これは「ふわっと来て、すっと被せて窒息させる」と語り継がれる。

## 大衆文化
ジュリー・カガワの小説『Night of the Dragon』（2020年）に、コロモダコ、牛鬼（うしおに）、海坊主には海ではめぐり合いたくないというセリフがある。